# Birčova redukcija
Birčova redukcija je organska reakcija koja se koristi za pretvaranje arena u 1,4-cikloheksadiene. Reakcija je nazvana po australijskom hemičaru Arturu Birču i uključuje organsku redukciju aromatičnih prstenova u aminskom rastvaraču (tradicionalno tečni amonijak) sa alkalnim metalom (tradicionalno natrijum) i izvorom protona (tradicionalno alkoholom). Za razliku od katalitičke hidrogenacije, Birčova redukcija ne redukuje aromatični prsten sve do cikloheksana.
Primer je redukcija naftalena u amonijaku i etanolu:

## Mehanizam reakcije i regioselektivnost
Rastvor natrijuma u tečnom amonijaku sastoji se od intenzivno plave soli elektrida [Na(NH3)x]+ e−. Solvatirani elektroni se dodaju u aromatični prsten dajući radikalni anjon, koji zatim apstrahuje proton iz alkohola. Proces se zatim ponavlja na orto ili para poziciji (u zavisnosti od supstituenata) da bi se dobio konačni dien. Preostale dvostruke veze ne stabilizuju dalje radikalne dodatke.
Poznato je da je reakcija trećeg reda – prvog reda u aromatiku, prvog reda u alkalnim metalima i prvog reda u alkoholu. Ovo zahteva da korak koji ograničava brzinu bude konverzija anjona radikala B u cikloheksadienil radikal C.
Taj korak takođe određuje strukturu proizvoda. Iako je Artur Birč prvobitno tvrdio da se protonacija dogodila na meta poziciji. Naknadno istraživanje je otkrilo da se protonacija dešava ili na orto ili para poziciji. Donori elektrona imaju tendenciju da indukuju orto protonaciju, kao što je prikazano u redukciji anizola (1). Supstituenti koji povlače elektrone imaju tendenciju da indukuju para protonaciju, kao što je prikazano u redukciji benzojeve kiseline (2).
Solvatirani elektroni će prvenstveno redukovati dovoljno elektronegativne funkcionalne grupe, kao što su ketoni ili nitro grupe, ali ne napadaju alkohole, karboksilne kiseline ili etre.